# Samuel Morton Peto

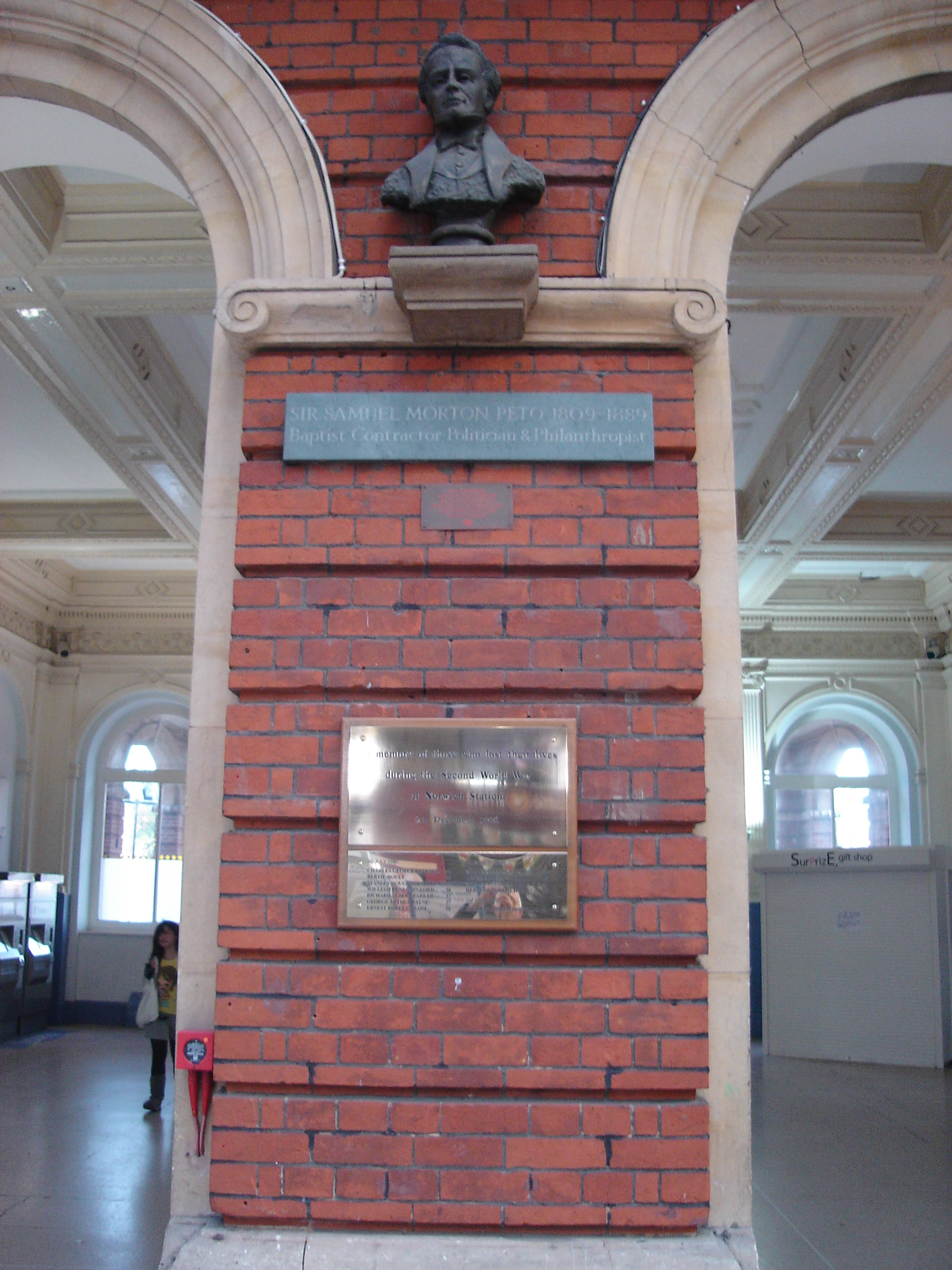
Busto de Peto en la Estación de Norwich (2010)

Sir Samuel Morton Peto, primer baronet (4 de agosto de 1809 - 13 de noviembre de 1889) fue un empresario, ingeniero civil y promotor ferroviario británico, Miembro del Parlamento del Reino Unido durante más de 20 años. Socio de la firma Grissell and Peto, administró empresas que construyeron numerosos edificios y monumentos importantes en Londres, incluidos el Reform Club, The Lyceum, la Columna de Nelson y el nuevo Palacio de Westminster, actividades con las que se hizo millonario.
Como socio de Peto and Betts, se convirtió en uno de los principales contratistas durante la rápida expansión de los ferrocarriles británicos de la época. Junto con un pequeño grupo de otros constructores importantes de Londres, fue miembro fundador del Instituto Colegiado de Construcción en 1834.

## Primeros años
Samuel Morton Peto, más conocido como Morton Peto, nació en 1809 en Woking, Surrey. Cuando era joven, fue aprendiz de albañil con su tío Henry Peto, que dirigía una empresa de construcción en Londres.

## Carrera
Cuando su tío murió en 1830, Peto y su primo mayor, Thomas Grissell (que había sido socio de su tío durante cinco años), se asociaron. La firma dirigida por ambos, Grissell and Peto (1830–1847), construyó numerosos edificios conocidos en Londres, incluidos el Reform Club, el Oxford & Cambridge Club, el Lyceum Theatre, el St James's Theatre y el Hungerford Market en Charing Cross. Además, construyeron la Columna de Nelson y el nuevo Palacio de Westminster (1843), e intervinieron en el gran proyecto de infraestructura para dotar a la ciudad de Londres de un sistema de alcantarillado moderno.
Otro de sus proyectos fue la construcción en 1848 de Bloomsbury Chapel, el primer templo baptista con chapiteles en Londres. Se dice que el Comisionado de la Corona se mostraba reacio a arrendar la tierra para construir un templo inconformista (no anglicano) argumentando lo poco agraciado de la "arquitectura aburrida y sin torres" de los templos baptistas. Se dice que Peto exclamó: "¿Una aguja, mi Señor? ¡Tendremos dos!" La iglesia tuvo dos agujas gemelas hasta 1951, cuando fueron retiradas por problemas de seguridad estructural.

## Obras ferroviarias
En 1834, Peto vio el potencial del desarrollo del ferrocarril en Gran Bretaña, y desligó la empresa constructora de su tío del nuevo negocio independiente como contratista ferroviario que fundó con su primo Grissell. El primer trabajo ferroviario de su empresa fue la construcción de dos estaciones en Curzon Street, Birmingham. A continuación, la empresa construyó su primer tramo de línea ferroviaria, la sección entre Hanwell y Langley del Great Western Railway, que incluía el viaducto de Wharncliffe.
Grissell se mostraba cada vez más inquieto debido a los riesgos asumidos por Peto, y en 1846 se disolvió la sociedad.

## Peto y Betts
En 1848, Peto y Edward Betts (que se había casado con la hermana de Peto, Ann) se asociaron formalmente, y juntos trabajarían en una gran cantidad de contratos ferroviarios. Con frecuencia, también trabajaron en asociación con Thomas Brassey.
En 1854, durante la Guerra de Crimea, Peto, Betts y Brassey construyeron el Gran Ferrocarril Central de Crimea entre Balaklava y Sebastopol para transportar suministros a las tropas británicas en el frente de batalla.
En febrero de 1855, el gobierno británico reconoció a Peto por sus servicios durante la guerra, siendo nombrado baronet de Somerleyton Hall en el condado de Suffolk. El rey Federico VII de Dinamarca honró a Peto por contribuir a la fundación de la Compañía del Ferrocarril Flensburg-Husum-Tönning y su construcción de vías férreas en el Ducado de Schleswig, lo que condujo a un creciente comercio de exportación/importación con el puerto de Lowestoft. Otro proyecto en el extranjero fue el Ferrocarril de Homburg construido en el norte de Alemania entre 1859 y 1860.
La sociedad de Peto y Betts se declaró insolvente en 1866 debido a una combinación de la quiebra del banco Overend, Gurney and Company y a su implicación en la quiebra del Ferrocarril de Londres, Chatham y Dover.

## Otras actividades

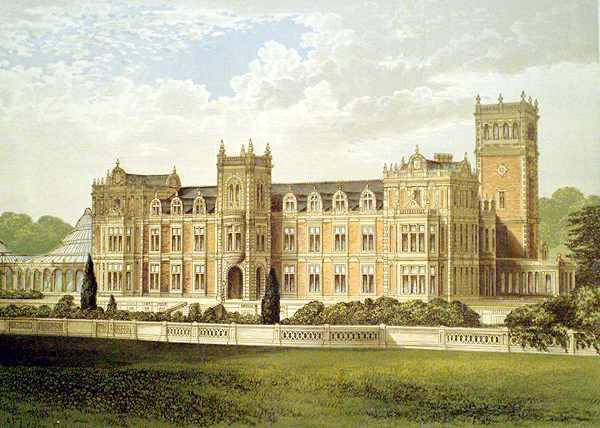
Somerleyton Hall hacia 1880

En 1844, Peto compró Somerleyton Hall en Suffolk. Reconstruyó y modernizó la equipación de la casa, además de construir una escuela y más casas en el pueblo. Luego construyó proyectos similares en Lowestoft. Durante muchos años fue el mayor empleador de mano de obra en todo el mundo.
En 1846, Peto se convirtió en co-tesorero de la Sociedad Misionera Baptista. Desde 1855 hasta marzo de 1867, fue tesorero único, aunque renunció al cargo después debido a sus propios problemas financieros. En 1855 se hizo cargo del arrendamiento del Diorama de Regent´s Park, y asumió personalmente los costes necesarios para convertirlo en una capilla baptista.
Peto fue Miembro del Parlamento del Reino Unido durante dos décadas, habiendo sido elegido representante de Norwich de 1847 a 1854, de Finsbury de 1859 a 1865 y de Bristol de 1865 a 1868, siempre por el Partido Liberal. Durante este tiempo se convirtió en una de las figuras más destacadas de la vida pública. Contribuyó a recaudar una garantía para la financiación de la Gran Exposición de 1851, respaldando la propuesta de Joseph Paxton para erigir el Crystal Palace.
En 1855 fue nombrado baronet tras su apoyo al Reino Unido en la Guerra de Crimea; pero en la década de 1860 sus negocios comenzaron a tener graves problemas, por lo que en 1863 tuvo que vender su mansión de Somerleyton Hall y en 1866 quebró.
Después de su participación en la insolvencia del Ferrocarril de Londres, Chatham y Dover en 1866, y el fracaso de la sociedad de Peto y Betts, la reputación personal de Peto como hombre de negocios fiable quedó gravemente dañada y nunca se recuperó por completo.
En 1865 residía en Auchline House en Killin (Perthshire).
En 1868, tuvo que renunciar a su escaño en el Parlamento, a pesar de contar con el apoyo tanto de Benjamin Disraeli como de William Gladstone. Se exilió en Budapest y trató de promover los ferrocarriles en Rusia y Hungría.
Cuando regresó, se convirtió en el contratista principal del Ferrocarril Minero de Cornualles (CMR), que se inauguró en 1874, pero los problemas de la Corporación de Minas de Hierro de Cornualles se tradujeron en grandes pérdidas para Peto cuando el tráfico de mineral de hierro no estuvo a la altura de las expectativas. El CMR en sí sobrevivió y comenzó a recuperarse después de que se introdujera el servicio de pasajeros en 1876 y fuese arrendado por el Great Western Railway en 1877, pero esta mejora llegó demasiado tarde para Peto.
Murió en 1889 en el olvido, alejado de la fama que había tenido en sus años de conocido empresario.

## Legado
- Un retrato extremadamente crítico de Peto se incluye en el apéndice del libro Romany Rye de George Borrow, donde se le describe como el "Sr. Flamson". Cuando Peto promovió la Compañía del Ferrocarril y del Puerto de Lowestoft en la década de 1840, el ferrocarril dividió la propiedad de Borrow en Oulton Broad, en las afueras de Lowestoft. Borrow quedó profundamente resentido, y guardó rencor contra Peto a partir de entonces.[16]

- Peto es conmemorado por un busto obra de John Pooler en la Estación de Norwich.[17]

- Morton Peto Road, una carretera en Great Yarmouth, recibió su nombre. También hay una carretera en Lowestoft llamada "Peto Way" que conecta la estación de tren de Lowestoft (a través de Denmark Road, nuevamente en conexión con el legado de Peto en Dinamarca) con Normanston.

- En Ashford (Kent), Samuel Peto Way es una calle residencial construida sobre el antiguo sitio de los Talleres Ferroviarios de Newtown, que fue nombrada en su honor.

- Un retrato de Peto cuelga a la entrada de la biblioteca en el Colegio Regent's Park de Oxford, en conmemoración de su contribución para el traslado de la universidad desde Stepney a Regent's Park.[18]

## Familia
En mayo de 1831, Peto se casó con Mary Grissell, una de las hermanas de su posterior socio, Thomas Grissell. Tuvieron cuatro hijos antes de la muerte de Mary en 1842:
1. Henry (1840–1938), quien le sucedió como segundo baronet en 1899
2. Annie
3. Sophia
4. Mary, que se casó en 1852 con Penruddocke Wyndham (un nieto del coronel Wadham Wyndham) y tuvo dos hijas

Peto luego se casó en segundas nupcias con Sarah Ainsworth Kelsall, hija de Henry Kelsall de Rochdale. Peto y Sarah tuvieron muchos hijos. De estos:
1. Morton Kelsall (n. 1845)
2. William Herbert (n. 1849.) Fue el padre de Ralph Peto, abuelo materno de John Montagu, 11.º Conde de Sandwich.
3. Samuel Arthur (n. 1852)
4. Harold Ainsworth (1854–1933), el célebre arquitecto paisajista (fuente: Mowl, Timothy Historic Gardens of Wiltshire, Londres: Tempus Publishing, 2004.)
5. Frank Kelsall (n. 1858)
6. Basil Edward Peto (1862–1945), creó un baronet por derecho propio en 1927. Su nieto Christopher Peto, 3.º baronet, fue un político conservador (fuente: 107.ª edición de Burke, Peerage, Baronetage and Knightage, Londres: 2004).
7. Sarah
8. Made
9. Edith
10. Emily
11. Helen Agnes, quien se casó con Lawrence Ingham Baker, magistrado de Somerset, hijo del exdiputado liberal por Frome. Vivían en Wayford Manor House, en Wayford, cerca de Crewkerne, Somerset.